# Gustaf Olof Svante Arrhenius
Gustaf Olof Svante Arrhenius   (Estocolm, 5 de setembre de 1922 - La Jolla, 3 de febrer de 2019), de vegades anomenat Olaf Arrhenius, va ser un oceanògraf geoquímic. És descendent del Premi Nobel de química Svante Arrhenius i fill del també químic Olof Vilhelm Arrhenius (1896-1977).
Olaf Arrhenius seguí la tradició científica de la seva família i va fer recerca en exobiologia i particularment en l'ecologia del paisatge on la va formular matemàticament, una teoria entre la relació que hi ha entre el nombre d'espècies i la superfície (SPAR segons les sigles en anglès;« Species-area relationship ») que diu que com més gran sigui la superfície més hi augmentarà el nombre d'espècies i ho farà de manera exponencial. Aquesta teoria, si bé no està completament demostrada ha passat a ser un dels fonaments de l'ecologia.
L'any 1946 explorà les grans fondàries de l'Oceà Atlàntic i del Mediterrani, poc després (1947-48) participaria en una gran expedició sueca (Albatross) realitzada als mars de tot el món. Amb aquesta recerca (gràcies als sediments mostrejats) es va poder precisar el clima del planeta des d'un milió d'anys enrere i en alguns llocs encara més.